# Saint-Ouen-de-Thouberville
Saint-Ouen-de-Thouberville là một xã của tỉnh Eure, thuộc vùng Normandie, miền bắc nước Pháp.